# Station Jełowa
Station Jełowa is een spoorwegstation in de Poolse plaats Jełowa.